# Malva (cor)
Malva ou orquídea são denominações que definem cores claras pertencentes à faixa do violeta e magenta. Pela sua tonalidade e luminosidade, podem ser consideradas cores intermediárias entre o lavanda e o rosado, além de similares ao lilás. É a cor das malvas e de algumas orquídeas, flores que dão seu nome a estas cores.

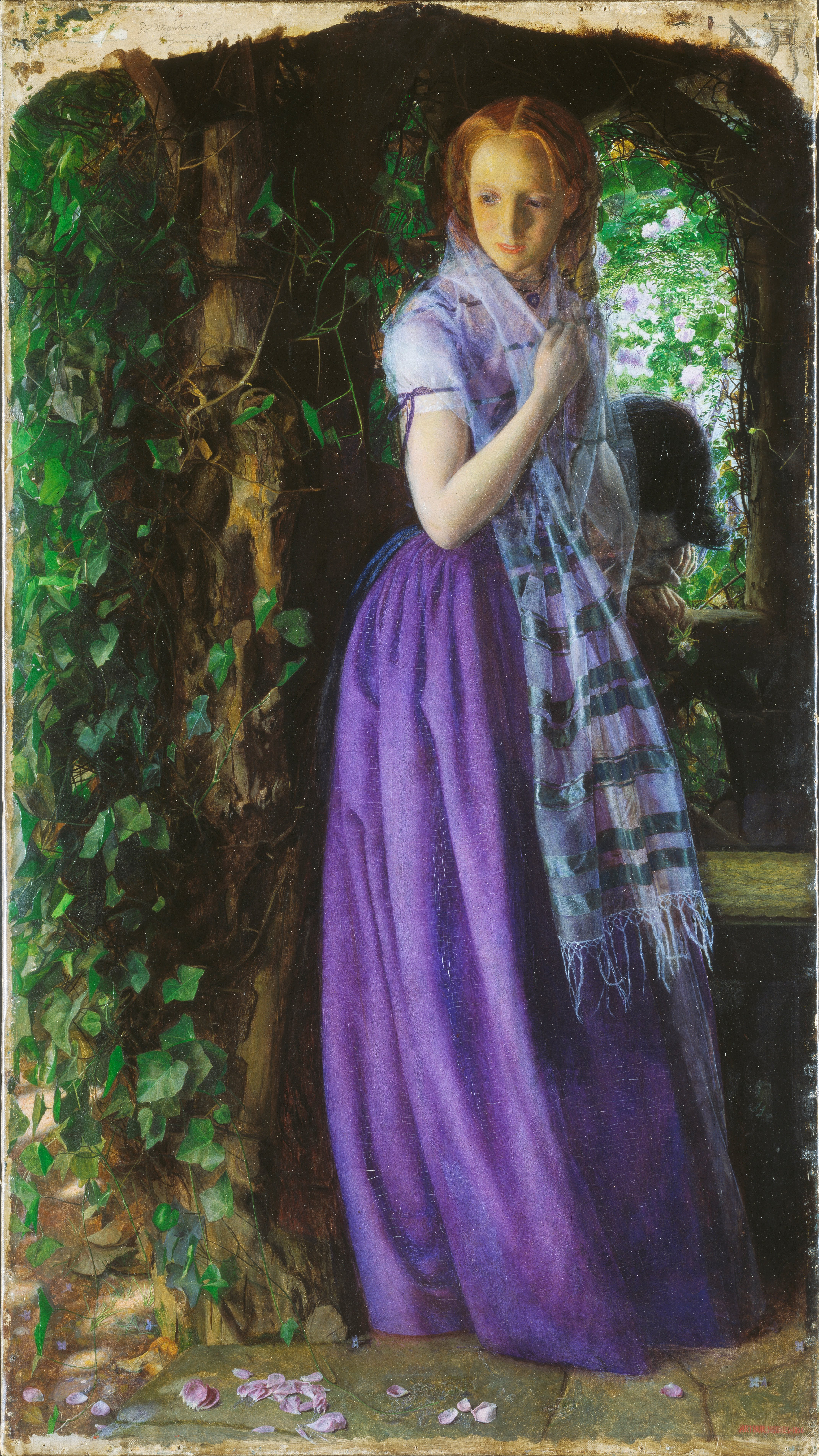
Amor de abril, pintura de Arthur Hughes, c. 1855.

## A "década malva"
Em meados do século XIX, ocorreu a revolução mais importante da cor, graças à descoberta da síntese dos pigmentos e colorantes sintéticos. Nos anos 1830, sintetizou-se primeiro a murexida a partir de excremento de serpente e guano das ilhas de Peru; o que depois foi utilizado como colorante malva por coloristas franceses. Seguidamente desenvolveu-se o púrpura francês — chamado mauve (‘malva’) — tinta natural derivada de líquenes, que para fins dos anos 1850 se descobriu a maneira de processá-lo para que pudesse ser usado no tingimento de algodão.
Em 1856, o então estudante de química inglês de 18 anos William Perkin descobriu o malva ou malveína (púrpura de Perkin), primeira tinta de anilina e primeira cor artificial derivada do carvão. Estas descobertas levaram a esta cor virar moda em 1857 em Paris e Londres, e até meados de 1860 tem-se-lhe chamado a "década malva". Em 1858, a rainha Vitória assistiu vestida de malva ao casamento de sua filha, o mesmo que a emperatriz Eugênia, casada com Napoleão III.
A planta da malva é chamada de mallow em Inglaterra, mas à cor chamou-se-lhe mauve, como se diz em francês. Em 1859, a revista satírica britânica Punch queixava-se de que Londres tinha apanhado o "sarampo malva", doença alarmante e contagiosa que afeta o corpo e mente e que devia ser detida; mas por sua vez o semanário de Charles Dickens engrandecia o aparecimento das novas cores graças ao púrpura de Perkin.
As investigações de Perkin resultaram numa revolução na indústria têxtil, o setor mais importante da revolução industrial, e fizeram possível que se inaugurassem os campos da imunologia e da quimioterapia, tendo avançado também os da perfumaria e fotografia.

## Galeria

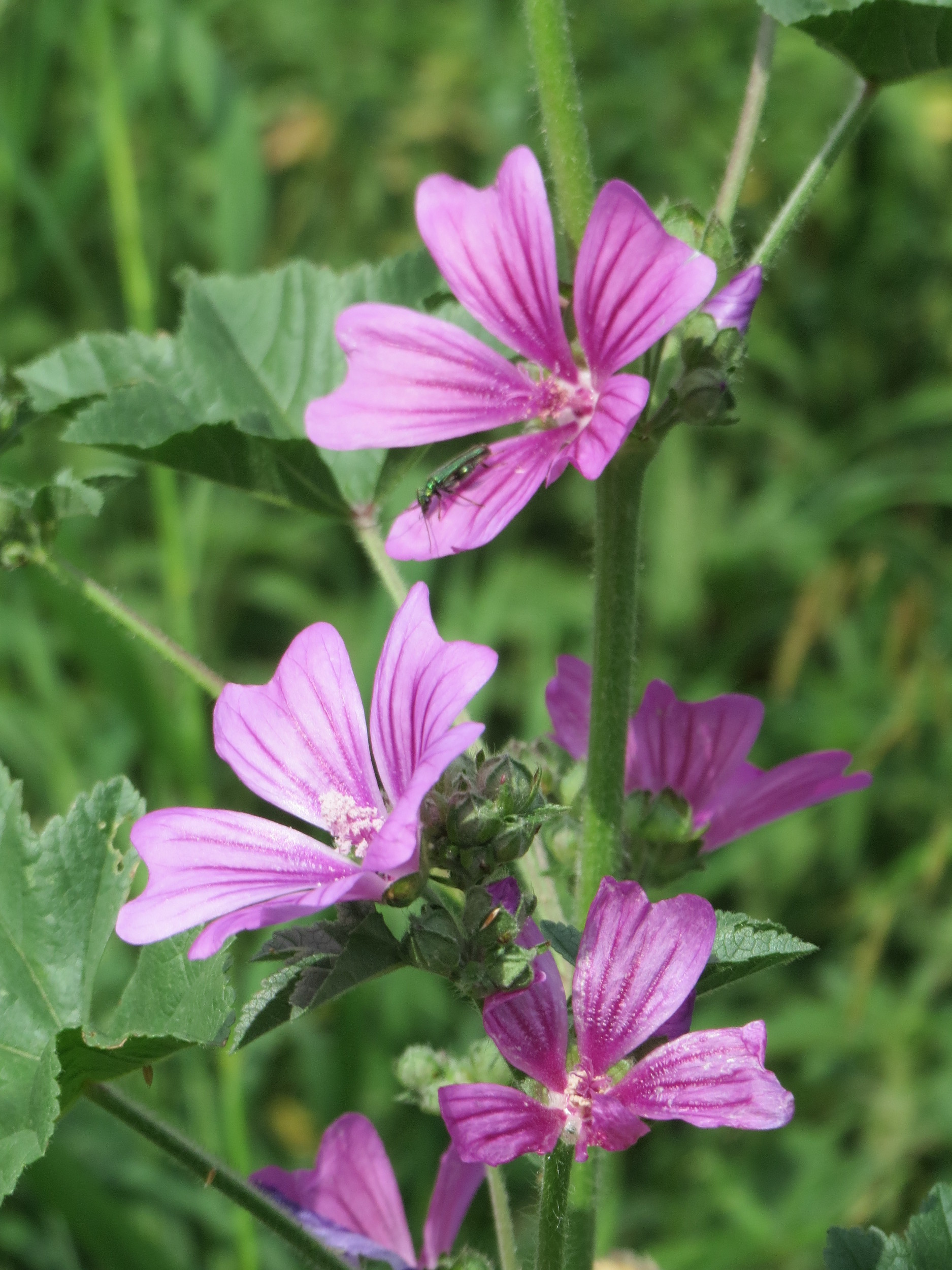
Malva silvestre
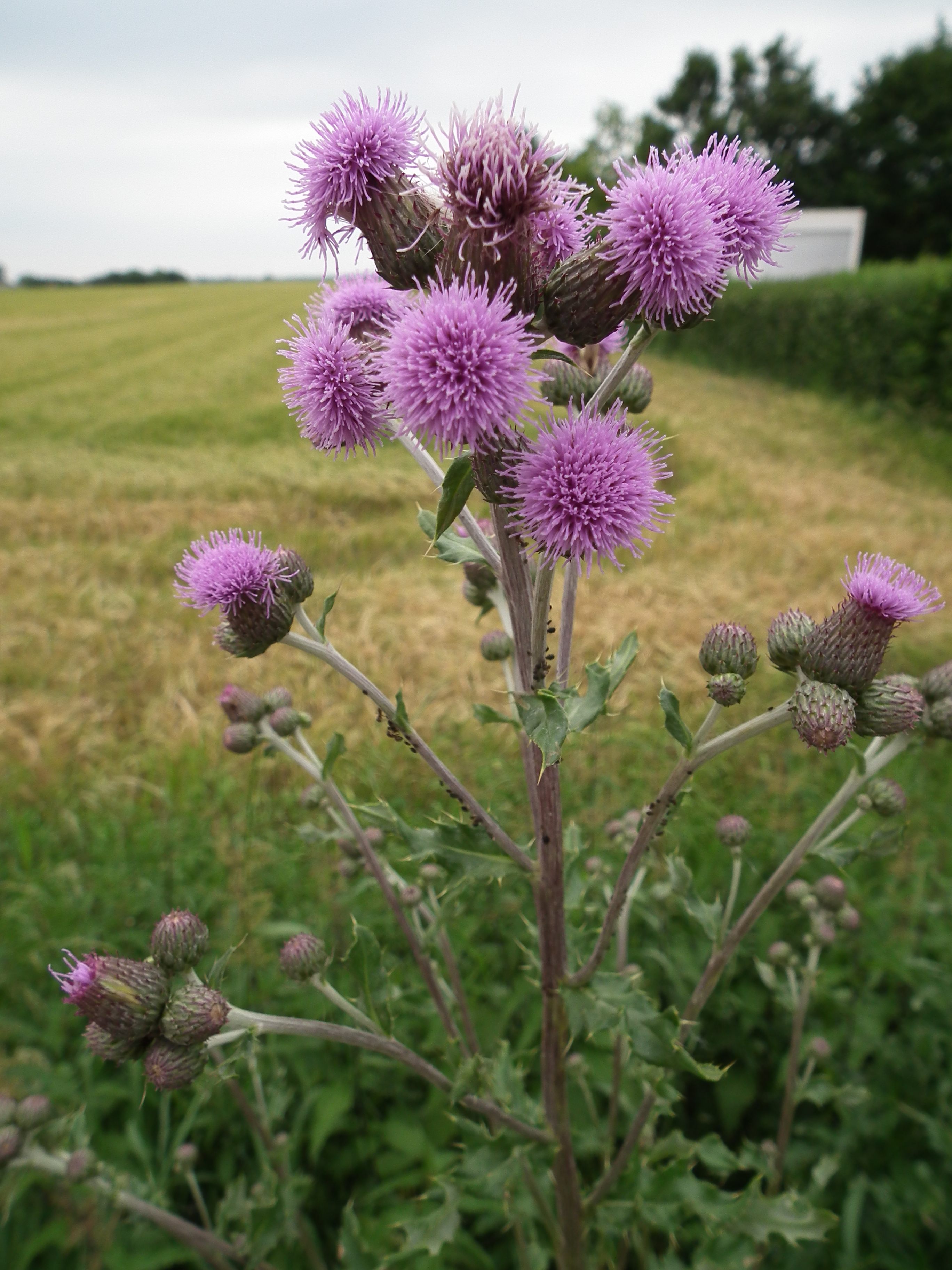
Cardos
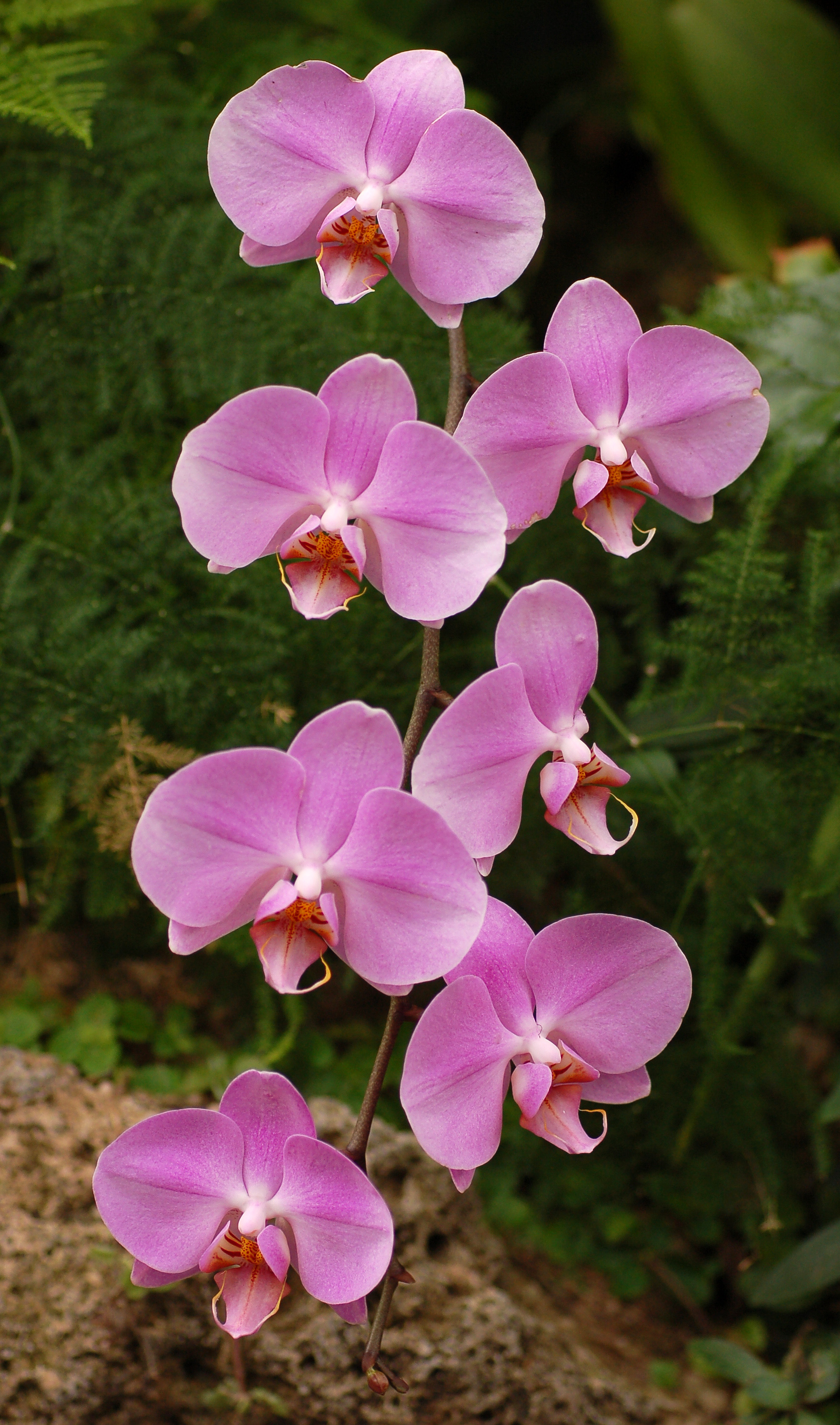
Orquídea borboleta
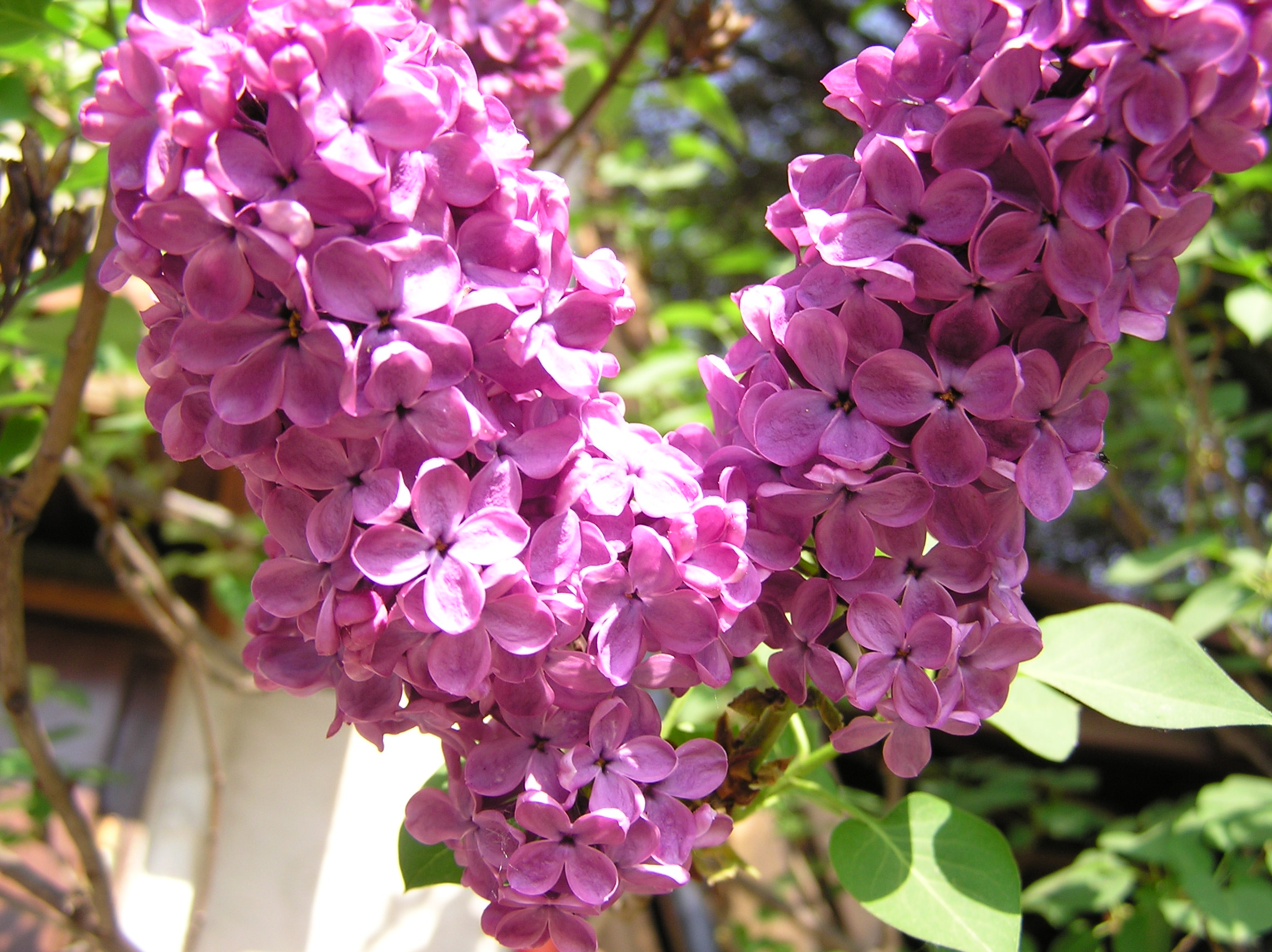
Lilás